# ОШ „Вук Караџић” Звечан
Основна школа „Вук Караџић”, налази се у месту Звечан на Космету. Прва основна школа, а која је претеча данашње, почела је са радом 1914. године у селу Кориље. Школа је 1933. године добила нове просторије, а 1955. садашње име.

## Историја
По летописима ове школе, утврђује се да је прва је почека са радом 1914. године у селу Кориље у сеоском хану. Радила је са прекидима током Првог светског рата, а од 1919. настава је била поново организована у објекту приватне куће. Године 1920. изграђен је објекат у којем се се налазиле две учионице и стан за учитеља школе. У почетку се радило са у једном одељењу, а школу су похађали ђаци из Кориља, Звечана, Матице и Житковца, касније и из других села.
Нова школска зграда у Звечану подигнута је 1933. године и имала је 4 учионице са становима за учитеље. Настава у овом објекту одвијала се до 1961. године. Решењем Обласног народног одбора од 25. августа 1950. године школа је из четвороразредне прерасла у осморазредну. Назив по реформатору српског језика, Вуку Стефановићу Караџићу, добила је 1955. године.
Звечан се као оштина од шездесетих година 20. века развијао, па је постојала потреба за изградњом веће зграде, због малих капацитета старе. Садашњу зграду школе подигао је и опремио Рударско-металуршко-хемијки комбинат Трепча. Предата је на управљање школским органима на свечаности, која је одржана 20. марта 1961. године.
Одлуком СО Косовска Митровица од 15. априла 1964. године у саставу школе било је и истурено одељење у Жеровници која је била осморазредна школа и истурено одељење у Грабовцу, као четвороразредна школа. Школа је у том периоду имала од 36 до 37. одељења годишње, са око 1250—1350 ученика у њој. У школи је тада радило од 46 до 50. настаника, а укупно је било преко 60 запослених у њој.
Током 2020-их, школа је имала просечно по 24 одељења у Звечану и 2-3 комбинована одељења у Грабовцу са просечним бројем од око 760 ученика. Током 2020-их година је неколико пута обнављана.